# Daniel Morandin
Daniel Morandin (Savona, 10 gennaio 1988) è un pattinatore artistico a rotelle italiano.

## Biografia
Si è trasferito nel 1990 a Bertipaglia, frazione del comune di Maserà di Padova, pratica questa specialità dall'età di due anni.

## Carriera
Convocato in nazionale italiana, nella specialità coppia danza con la sua partner Sofia Bruscoli (finalista a miss mondo 2006); diventa campione europeo sia di solo dance che di coppia danza rispettivamente nel 2005 e nel 2006.
Nel campionato regionale di "solo dance" il Rollclub (Scuola di Pattinaggio di Padova, presso la quale Morandin si allena) ha conquistato tutti i titoli in palio. Ai campionati regionali di "coppia", il Rollclub ha schierato tre coppie danza centrando altrettanti primi posti. Protagonista assoluto è risultato proprio il duo Serena Bidoli-Daniel Morandin (campioni europei 2006), primi con il migliore risultato tecnico del campionato nelle coppie danza seniores.
È il primo atleta Junior solo dance ad aver preso tre 10.0 nella componente artistica in un trofeo internazionale.
Il 24 giugno 2007 si è laureato campione nazionale della massima categoria nella specialità solo dance international.
Alla Taca da Europa svoltasi i primi di ottobre a Nazarè (Portogallo) Morandin conquista il primo posto con una prestazione di elevatissimo livello tecnico ed artistico che verrà premiata dai giudici con due 10.0 e molti 9.9 nella componente artistica.
Ai campionati nazionali 2008 svoltisi a Trieste dal 3 al 6 luglio si riconferma per la terza volta consecutiva campione nazionale.
Risulta imbattuto dal 26 giugno 2005.

## Palmarès
- 1 Titolo Nazionale Juniores
- 9 Titoli Nazionali Seniores
- 2 Titoli Europei Juniores
- 1 Titolo Europeo Seniores
- 5 Titoli Mondiali Individuali
- 4 Titoli Mondiali Coppia